# Strada statale 384 di Girifalco
La ex strada statale 384 di Girifalco (SS 384), ora strada provinciale 172 (SP 172) ex SS 384 Roccelletta-Borgia-Girifalco, è una strada provinciale italiana che collega la costa catanzarese con la località interna di Girifalco.

## Percorso
La strada ha origine nei pressi di Roccelletta, frazione di Borgia, distaccandosi dalla strada statale 106 Jonica. Si allontana quindi dal mare, risalendo in direzione di San Floro e della stessa Borgia.
Il tracciato prosegue in direzione ovest fino a giungere a Girifalco dove si innesta sulla ex strada statale 181 di Maida e Squillace.
In seguito al decreto legislativo n. 112 del 1998, dal 2002 la gestione è passata dall'ANAS alla Regione Calabria, che ha provveduto al trasferimento dell'infrastruttura al demanio della Provincia di Catanzaro.